# Ревут Сергій Анатолійович
Ре́вут Сергі́й Анато́лійович (нар. 25 лютого 1971, СРСР) — український футболіст, що виступав на позиції захисника. Відомий передусім завдяки виступам у складі київського ЦСКА. Після завершення активних виступів розпочав кар'єру тренера.

## Ігрова кар'єра
У 1992 році розпочав футбольну кар'єру в каховській команді «Меліоратор». Влітку 1995 року перейшов у київський «ЦСКА-Борисфен», який наступного року перетворився у ЦСКА (Київ). Під час зимової перерви сезону 2001/02, після перетворення ЦСКА у «Арсенал», продовжив виступи у цьому клубі, але через півроку повернувся в ЦСКА, де в 2005 році завершив футбольну кар'єру.

## Тренерська кар'єра
Після завершення кар'єри футболіста розпочав тренерську кар'єру. На початку 2006 року приєднався до тренувального штабу київського ЦСКА, який очолив Юрій Максимов. У липні 2007 року, після відставки Юрія Максимова, був призначений головним тренером «армійців», яких очолював до червня 2008 року. 
Потім був запрошений тренером Юрієм Максимовим до київської «Оболоні», де став працювати його помічником, а в січні 2010 року разом з Максимовим перебрався до «Кривбасу». 9 червня 2012 року увесь тренерський штаб «Кривбасу» було звільнено . 
З 23 серпня 2012 року по 5 серпня 2013 року допомагав Максимову тренувати донецький «Металург», після чого з 16 серпня 2013 року по 18 травня 2014 року разом з Максимовим працював у тренувальному штабі російської «Мордовії».
У січні 2018 року увійшов до тренерського штабу Максимова у азербайджанській «Кешлі», а потім так само працював із цим фахівцем в українських клубах «Ворскла», «Звягель» та «Дніпро-1».

## Досягнення
- Фіналіст Кубка України (2): 1997/98, 2000/01
- Бронзовий призер другої групи перехідної ліги чемпіонату України (1): 1992